# Georgina Singletonová
Georgina Singleton, provdaná Bevan (* 11. října 1977 Ascot, Spojené království) je bývalá reprezentantka Spojeného království v judu.

## Sportovní kariéra
S judem začala v 5 letech v klubu Pinewood (Wokingham). Jejím trenérem byl Don Werner.
V roce 1998 dostala poprvé možnost startu na velké akci ve váze, kterou leta zastupovala Sharon Rendleová. V roce 1999 však její místo zaujala Deborah Allanová. V olympijské roce objížděla světový pohár, kde dosahovala kvalitních výsledků. V nominaci na olympijské hry v Sydney však dostala opět přednost Allanová, která problematicky do pololehké váhy shazovala. Trenéři tohoto kroku následně litovali, protože Allanová se na olympijském turnaji nedokázala vejít pod požadovanou váhu a byla diskvalifikována.
Po olympijským hrách v Sydney si doma upevnila pozici a s přehledem si zajistila účast na olympijských hrách v Athénách v roce 2004. Nedokázala však vyladit formu a prohrála ve čtvrtfinále v boji na zemi s Japonkou Jokosawa. Z oprav do bojů o medaile nepostoupila.
V dalších letech šla se sportovní úrovní níž a objížděla hlavně turnaje evropského poháru v lehké váze. Důvodem byl bankrot tréninkové centra v Bishamu, kde se vrcholově připravovala. S blížícími olympijskými hrami v Pekingu našla sponozory pro přípravu, ale na kvalifikaci to nakonec nestačilo. Následně ukončila sportovní kariéru. Řadu let pracovala jako učitelka matematiky.

## Výsledky
| Turnaj             | 1993           | 1994           | 1995           | 1996           | 1997           | 1998           | 1999           | 2000           | 2001           | 2002           | 2003           | 2004           | 2005           | 2006           | 2007           | 2008           |
| Turnaj             | 16             | 17             | 18             | 19             | 20             | 21             | 22             | 23             | 24             | 25             | 26             | 27             | 28             | 29             | 30             | 31             |
| Turnaj             | pololehká váha | pololehká váha | pololehká váha | pololehká váha | pololehká váha | pololehká váha | pololehká váha | pololehká váha | pololehká váha | pololehká váha | pololehká váha | pololehká váha | pololehká váha | pololehká váha | pololehká váha | pololehká váha |
| ------------------ | -------------- | -------------- | -------------- | -------------- | -------------- | -------------- | -------------- | -------------- | -------------- | -------------- | -------------- | -------------- | -------------- | -------------- | -------------- | -------------- |
| Olympijské hry     |                |                |                | —              |                |                |                | —              |                |                |                | 7.             |                |                |                | —              |
| Mistrovství světa  | —              |                | —              |                | —              |                | —              |                | úč.            |                | 5.             |                | —              |                | 7.             |                |
| Mistrovství Evropy | —              | —              | —              | —              | —              | 2.             | —              | 2.             | 5.             | 1.             | 3.             | úč.            | —              | —              | úč.            | 5.             |
| MS juniorů         |                | 1.             |                |                |                |                |                |                |                |                |                |                |                |                |                |                |
| ME juniorů         | úč.            | 3.             | 1.             |                |                |                |                |                |                |                |                |                |                |                |                |                |